# Duško Pavlović
Duško Pavlović  (Stražbenica, 20. svibnja 1952.), hrvatski je ekonomist, doktor ekonomskih znanosti, sveučilišni profesor i rektor Libertas međunarodnog sveučilišta.

## Životopis
Osnovnu školu i gimnaziju završio je u Petrinji. Od 2007. godine na Visokoj poslovnoj školi Libertas radi kao nastavnik, a od 2008. bio je prodekan za međunarodnu suradnju. Od 2009. godine na funkciju dekana Visoke poslovne škole Libertas biran je u tri uzastopna mandata. Od 2014. do 2016. bio je predsjednik, a od 2016. do 2021. godine rektor je Libertas međunarodnog sveučilišta. Na Sveučilištu Libertas predaje kolegije iz područja međunarodnog poslovanja. Profesor je na London Academy of Diplomacy, gdje predaje kolegij Međunarodnu trgovinu (eng. International Trade).
Objavio je šest knjiga iz područja međunarodnog poslovanja i inozemnih izravnih ulaganja, te veliki broj znanstvenih i stručnih radova.
Prije dolaska na Libertas, većinu radnog vijeka proveo je u međunarodnoj trgovini na radnim mjestima u Hrvatskoj i u Velikoj Britaniji. Do 1990. radio je u vanjskotrgovinskoj radnoj organizaciji „Astra“ u Zagrebu, tada najvećoj vanjskotrgovinskoj radnoj organizaciji u Hrvatskoj, gdje je od 1986-1990. bio direktor OOUR-a. Od 1990-2005. bio je glavni direktor dvaju britanskih vanjskotrgovinskih poduzeća. Od 2007. – 2009. u Vladi Republike Hrvatske, posebni je savjetnik za poticanje izvoza i inozemnih ulaganja.
Član je nekoliko domaćih i međunarodnih organizacija i udruga. Za svoj stručni i znanstveni doprinos dobio je veći broj priznanja u zemlji i inozemstvu.